# Кровопускание (фильм, 2002)
«Кровопускание» (англ. Bleed) — американский фильм ужасов 2002 года режиссёров Девин Хэмилтона и Дэннис Петерсена Премьера фильма в мире состоялась 24 декабря 2002 года.

## Сюжет
В центре сюжета — Мэдди Паттерсон, молодая женщина, которая готовится начать карьеру в компании, где её друг Шон руководит отделом. 
Однажды Шон приглашает Мэдди на свидание. На вечеринке Мэдди знакомится с новыми людьми, которые предлагают ей вступить в загадочный «Клуб убийц». От них она узнаёт, что для этого нужно убить случайного человека. 
Вскоре после этого члены клуба начинают погибать при странных обстоятельствах. Мэдди понимает, что это была жестокая шутка, но уже поздно. В городе появляется безжалостный убийца, который охотится на людей.

## Критика
Картина вызвала неоднозначную реакцию у зрителей, но финал оставил вопросы.

## В ролях
- Дэбби Рошон — «Мэдди Паттерсон»
- Danny Wolske — «Шон»
- Аллен Нэйборс — «Крис»
- Орли Теппер — «Тилли»
- Ронни Джин Блевинс — «Питер»
- Лаура Нативо — «Лаура»
- Джули Стрэйн — «Линда»
- Бринк Стивенс — «Филлис Паттерсон»
- Ллойд Кауфман — «Карл Паттерсон»
- Тьюзди ДеКарло — «Тодд»